# Лисенко Павлина Микитівна
Павлина Микитівна Лисенко (25 березня 1927 село Кобилянка, тепер Катеринопільського району, Черкаської області — 20 жовтня 1999, смт Катеринопіль, Черкаської області) — свинарка, доярка колгоспу імені Шевченка Катеринопільського району. Депутат Верховної Ради УРСР 8—10-го скликань.

## Біографія
Народилась 25 серпня 1927 року в селянській родині. Трудову діяльність розпочала в 1944 році в колгоспі імені Будьонного Катеринопільського району. З 1947 року очолювала молодіжну ланку по вирощуванню цукрових буряків, з 1959 року працювала свинаркою колгоспу імені Шевченка села Потоки Катеринопільського району Черкаської області.
Без відриву від виробництва закінчила в 1970 році середню школу. Брала активну участь у громадському житті. П. М. Лисенко була обрана депутатом Катеринопільської районної Ради депутатів трудящих, а також депутатом Верховної Ради УРСР від Шполянського виборчого округу № 458.
Померла 20 жовтня 1999 року в смт Катеринопіль, Черкаської області. Похована на кладовищі с. Кобилянка.

## Відзнаки і нагороди
Нагороджена двома орденами Леніна, орденом Жовтневої Революції та медаллю «За доблесну працю. На відзнаку 100-річчя з дня народження Володимира Ілліча Леніна».